# Bulaneque
Bulaneque (em turco: Bulanık) ou Cofe (em armênio: Կոփ; romaniz.: Kopʼ; em curdo: Kop) é uma cidade e distrito do leste da Turquia, na província de Muxe, na região da Anatólia Oriental. O distrito tem 1 948 km² de área e em dezembro de 2021 tinha 77 592 habitantes (densidade: 39,8 hab./km²), dos quais 27 990 na capital de Bulaneque.

## Geografia
As fronteiras do distrito terminam no monte Goztepe no noroeste e são cercadas pelas montanhas Hamurperte da fronteira de Varto até Quenes e o distrito de Carachobane no norte. O distrito está localizado no sopé nordeste das montanhas Bilijane. Os últimos 11 espécimes de grou-pequeno que vivem na Turquia habitam na planície de Bulaneque.

### Subdivisões
O distrito é formado por sete bairros (almofalas; mahalles) e 55 aldeias (köy):
Almofalas
- Bulaneque
- Elmacaia (Elmakaya)
- Erentepe (Yoncalı)
- Ioncale (Yoncalı)
- Rustenguedique (Rüstemgedik)
- Sarepenar (Sarıpınar)
- Uzgorur (Uzgörür)

Aldeias
- Adevar (Adıvar)
- Aquechaarmute (Akçaarmut)
- Aquechacainaque (Akçakaynak)
- Altenoluque (Altınoluk)
- Araconaque (Arakonak)
- Axaebuclu (Aşağıbüklü)
- Balotu
- Bostancelar (Bostancılar)
- Bunguldeque (Büngüldek)
- Cane (Han)
- Caraael (Karaağıl)
- Caraburum (Karaburun)
- Carajaorene (Karacaören)
- Chatacle (Çataklı)
- Chaigueldi (Çaygeldi)
- Cosgueldi (Hoşgeldi)
- Cotanle (Kotanlı)
- Coiunaele (Koyunağılı)
- Copruiolu (Köprüyolu)
- Curganle (Kurganlı)
- Deirmensuiu (Değirmensuyu)
- Demircape (Demirkapı)
- Doantepe (Doğantepe)
- Docuzpenar (Dokuzpınar)
- Erijeque (Ericek)
- Essenlique (Esenlik)
- Esquiol (Eskiyol)
- Goliane (Gölyanı)
- Goztepe (Göztepe)
- Gumuspenar (Gümüşpınar)
- Gumbatemaz (Günbatmaz)
- Gunduzu (Gündüzü)
- Guniurdu (Günyurdu)
- Iasbaxe (Yazbaşı)
- Iemixene (Yemişen)
- Iocuxebaxe (Yokuşbaşı)
- Jancurtarane (Cankurtaran)
- Mexeichi (Meşeiçi)
- Moladavute (Molladavut)
- Molaquente (Mollakent)
- Olacaia (Oğlakkaya)
- Oquechular (Okçular)
- Olurdere (Olurdere)
- Orenquente (Örenkent)
- Querquegoze (Kırkgöze)
- Samaniolu (Samanyolu)
- Secheme (Seçme)
- Seradere (Sıradere)
- Soutlu (Söğütlü)
- Sultanle (Sultanlı)
- Toclular (Toklular)
- Uchetepe (Üçtepe)
- Xaterlar (Şatırlar)
- Xequitaquir (Şehittahir)
- Xequiteverene (Şehitveren)